# Georgetown (Contea di Floyd, Indiana)
Georgetown è una città degli Stati Uniti d'America, situata nello Stato dell'Indiana e in particolare nella Contea di Floyd.